# Triportheus albus
Triportheus albus är en fiskart som beskrevs av Cope 1872. Triportheus albus ingår i släktet Triportheus och familjen Characidae. Inga underarter finns listade i Catalogue of Life.